# Polymixis aithalodes
Polymixis aithalodes är en fjärilsart som beskrevs av Franz Dannehl 1929. Polymixis aithalodes ingår i släktet Polymixis och familjen nattflyn. Inga underarter finns listade i Catalogue of Life.